# Parroquia de Santa María la Antigua

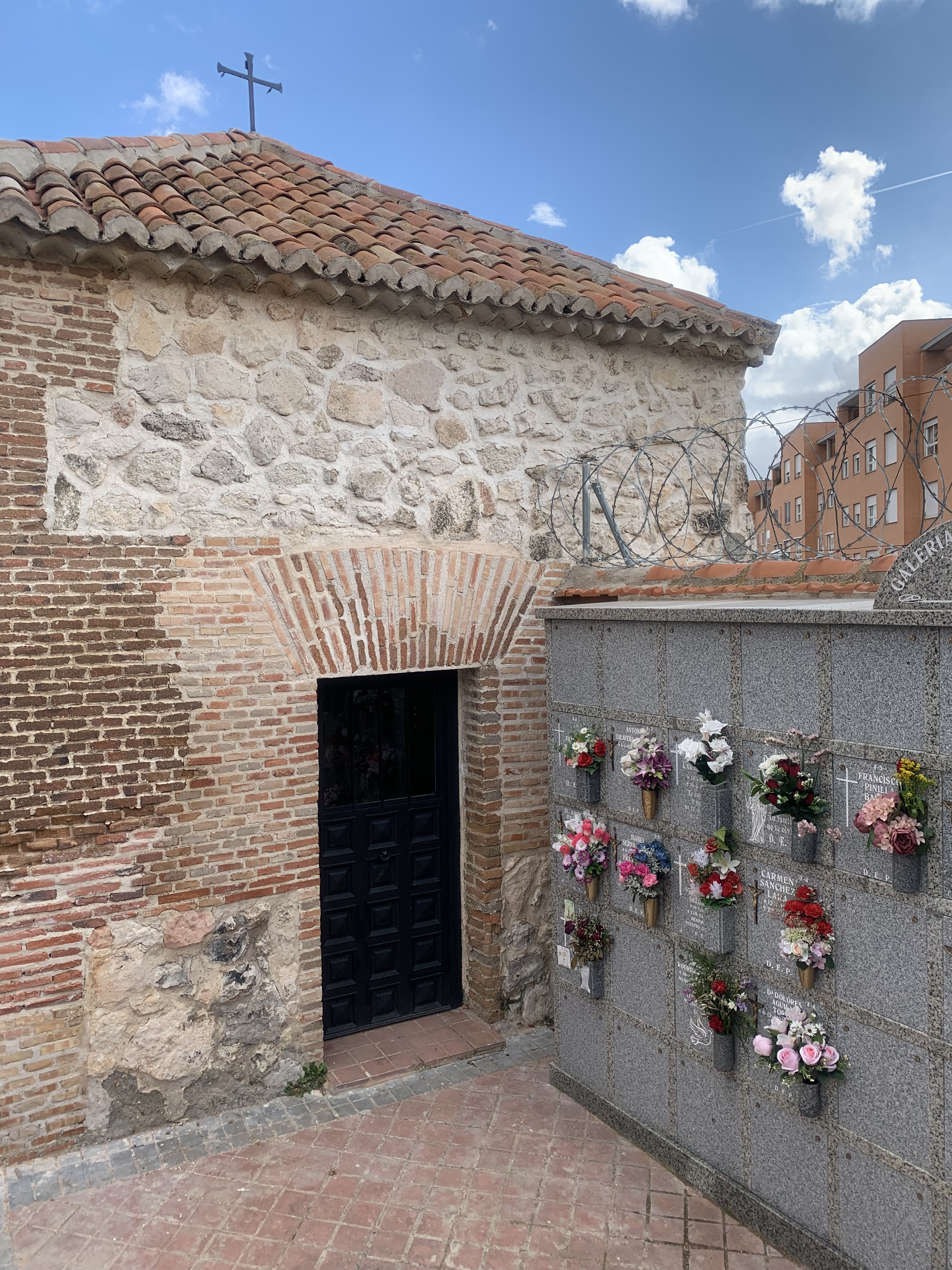
Cementerio parroquial de Vicálvaro y la ermita de la Soledad que se encuentra dentro del mismo

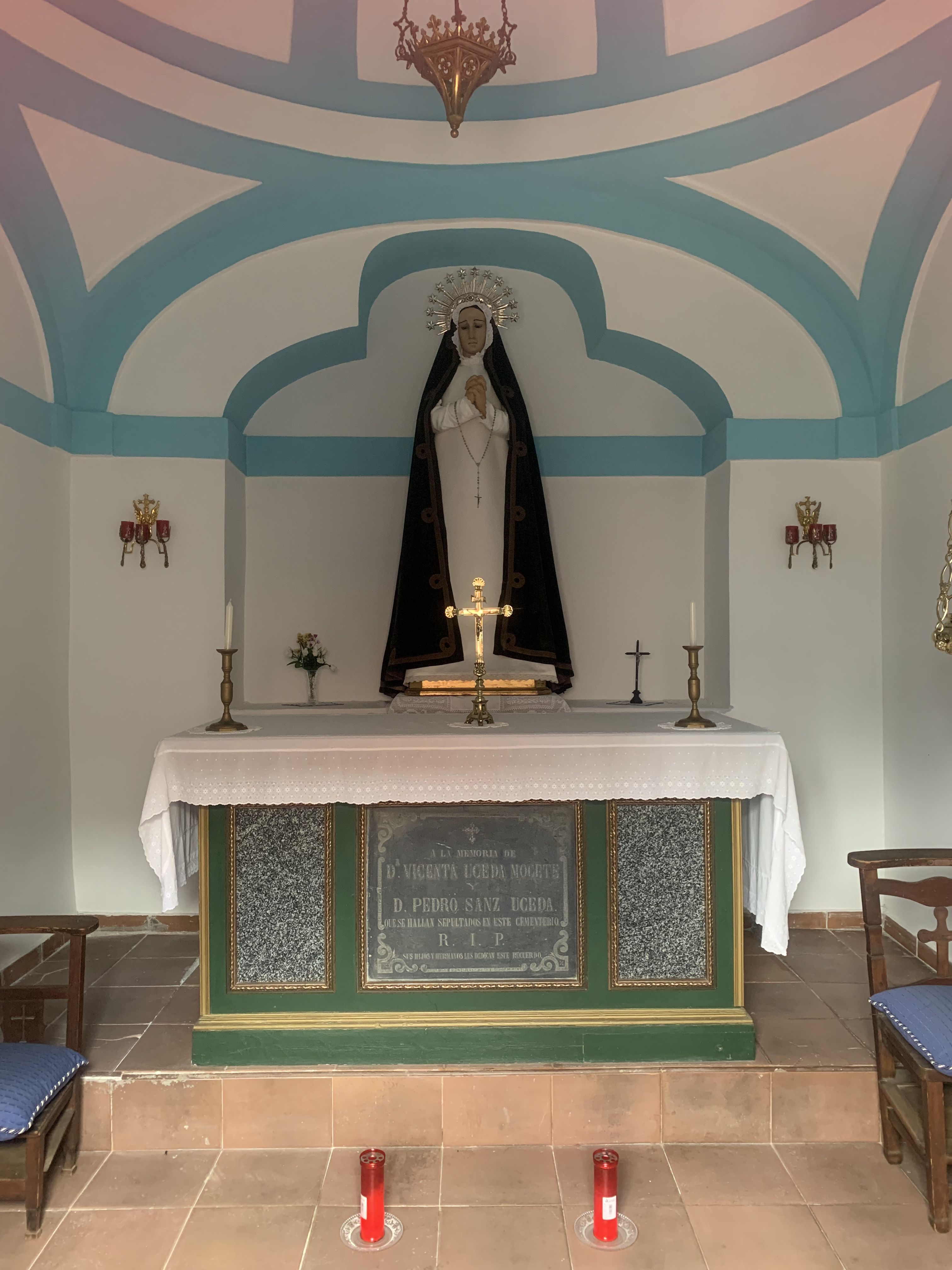
Virgen de la Soledad en la ermita que lleva su mismo nombre dentro del cementerio parroquial de Vicálvaro

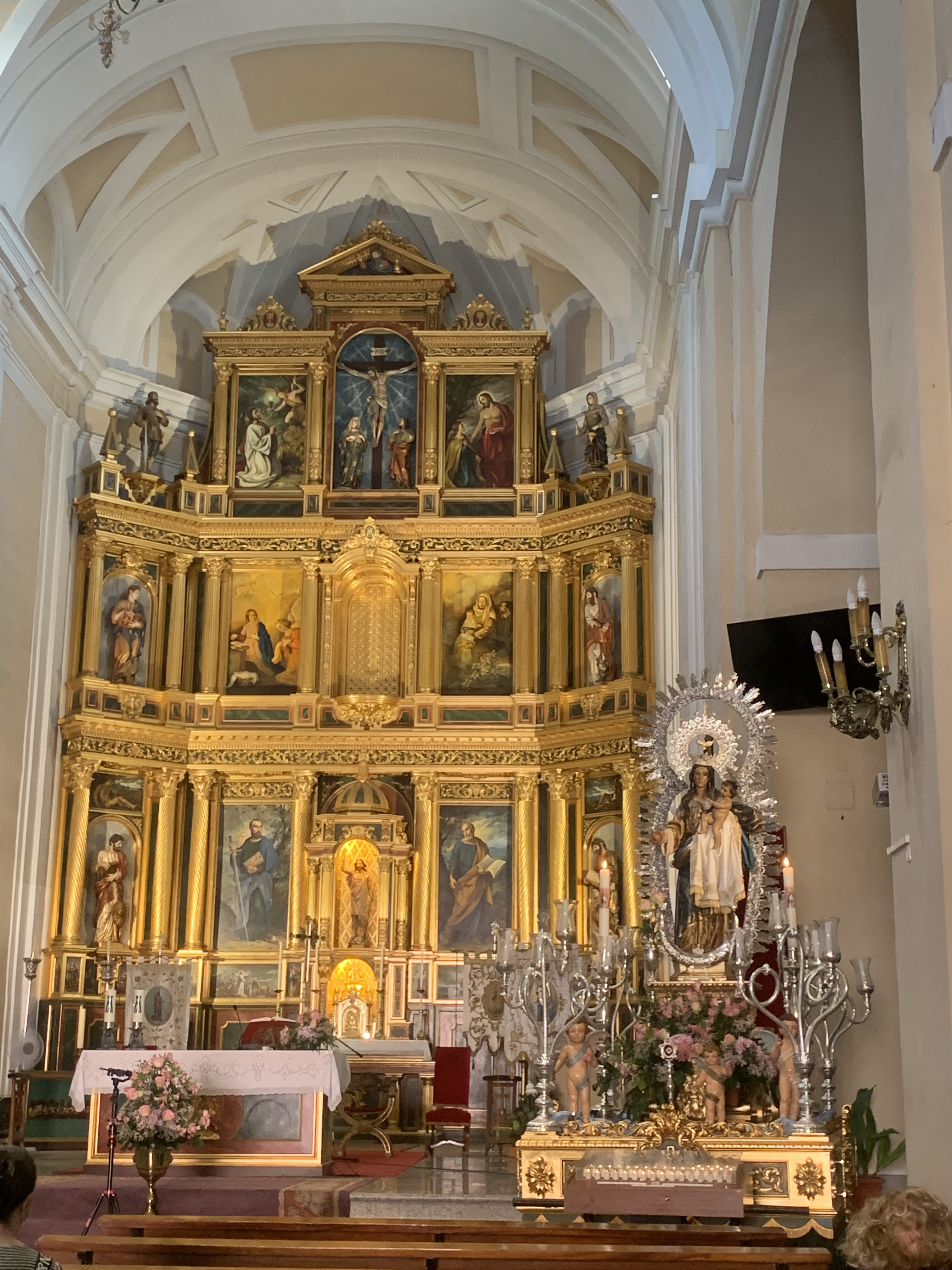
El nuevo retablo construido entre 1995-2021

La iglesia parroquial de Santa María la Antigua es la iglesia parroquial del distrito de Vicálvaro en Madrid. Se encuentra situada dentro del Casco Histórico de Vicálvaro en la calle Virgen de la Antigua, 9 (28032, Madrid). Su estilo es barroco y fue construida a principios del siglo XVI.
A finales del siglo XVI su estructura fue ampliada y no fue hasta comienzos del siglo XVII cuando se empezó a reformarla. La parroquia es sede de la Hermandad de Santa María de la Antigua (patrona de Vicálvaro) y del Carmen. En 2022, el Consejo de Gobierno de la Comunidad de Madrid la declara Bien de Interés Cultural en la categoría de Monumento.
La parroquia también cuenta con un cementerio que lleva el mismo nombre, construido a principios del siglo XIX junto a la ermita de la Soledad (siglo XVII), uno de los más antiguos de Madrid.

## Historia
La iglesia de Santa María la Antigua data su construcción en el año 1593 y presta servicio al barrio de Vicálvaro (antiguamente considerado como municipio independiente hasta que pasó a formar parte de la villa de Madrid en 1951). Es el monumento histórico-artístico con más relevancia del distrito y uno de los edificios del siglo XVI-XVII más visitados de Madrid capital.
Se desconoce el origen de su nombre, aunque inicialmente la parroquia adoptó el nombre de Santa María la Mayor; tres siglos después se la bautizó con el nombre que lleva hasta la fecha, Santa María la Antigua.
En 1427 se tiene constancia que se originó el primer documento de la Parroquia Santa María la Antigua y no fue hasta 1592 cuando Felipe II ordena ampliar la estructura de la iglesia. En 1602 se construye el retablo de la parroquia y, posteriormente, en 1760 se instala un órgano en el coro, pero con la llegada de la Guerra Civil de 1936 la iglesia fue saqueada por los republicanos y todas las imágenes, obras de arte y retablos fueron quemados junto al cementerio. Las verjas que protegían las reliquias artísticas, así como las campanas de la propia iglesia también fueron tiradas.
Tras finalizar la guerra, la iglesia pasó a restaurarse en unas condiciones escasas, pero no fue hasta finales del siglo XX cuando el párroco Jesús Copa Mota no consigue restaurar de buena manera la parroquia. El proceso se llevó a cabo desde 1992 hasta su jubilación en 2016 y consiguió construir un nuevo retablo (1995-2000) muy similar al que ya existía en el siglo XVII, al igual que se encargó de instalar un nuevo órgano (2013) como el que se perdió originalmente y sufrió las mismas consecuencias que el retablo.
Una de las anécdotas que guarda la iglesia tras la guerra es que, además de los saqueos producidos, una de las bombas lanzadas durante la guerra fue a parar a la parroquia, pero no llegó a detonarse. Los vicalvareños achacan este "milagro" a la devoción que tienen por su patrona, la Virgen de la Antigua, quien salvaguardó su templo y gracias a ella sigue estando en pie sin causar un mal mayor.
Existen unos ochenta lugares entre España y América que llevan el nombre de Santa María la Antigua, así como una diócesis y una universidad. Además, la Virgen de la Antigua no responde a una imagen en concreto, pues en cada lugar tiene una fisionomía diferente, pero la de Vicálvaro, concretamente, es una imagen tallada en madera estucada, copia de la destruida en 1936. La Virgen porta en su brazo izquierdo al Niño Jesús y en su mano derecha sostiene una granada.
Además del cementerio parroquial Santa María la Antigua (siglo XVII), la parroquia abrió en 1983 un centro de día para la tercera edad con el nombre del cardenal Tarancón, arzobispo de Madrid desde 1971 hasta 1983.

## Exterior
La iglesia parroquial de Vicálvaro tiene una gran amplitud y es de estilo barroco, está construida con ladrillo castellano y cuenta con tres naves: dos a los extremos y la central, nave principal; todas ellas separadas por arcos de medio punto. Además, cuenta con una torre de cinco cuerpos en donde se encuentra el campanario de la iglesia.
Su construcción data de 1592, comenzando con el derribo del ábside de la antigua parroquia que existía en 1427 y levantando sobre ella una nueva capilla mayor. Esta construcción se pudo llevar a cabo gracias al arquitecto Francisco de Mora. A finales del siglo XVI se mandó terminar de remodelar la obra de la iglesia bajo las instrucciones de Diego Sillero y Luis de Luzón, quienes desecharon la propuesta del párroco de querer ampliar la capacidad del templo con obras menores. Con la llegada del siglo XVII, Gaspar Ordóñez se hizo cargo de la obra y propuso modificar la hechura de la tribuna de la iglesia, convirtiéndola en bóveda en vez de madera que es cómo estaba acordado.
Hacia 1620 la fachada de la iglesia y la torre aún no estaban terminadas, por ello se puede apreciar dos fases de construcción diferentes en la fachada. En ella se emplearon recuadros de mampostería entre verdugadas de ladrillo en la primera planta y en la segunda solo se empleo ladrillo. Como remate final, la mampostería fue sustituida por recuadros hundidos y pilastras sin capitel que se continúan a lo largo de la torre. Al dejar la obra inacabada, se pueden observar los huecos que dejaron en la fachada de los andamios. La torre estaba prevista acabarla con el tradicional chapitel de pizarra que ya se había utilizado para la iglesia del pueblo de Barajas.

## Interior
La decoración de la iglesia también es barroca aunque en 1936 también quedó destruido su interior. Después de varias reformas, en 1990 la Asociación Vicus Albus fue quien promovió la restauración de la parroquia, pero no fue hasta 1996 cuando se crea una plataforma Pro-retablo compuesta por varios colectivos que consiguen construir un nuevo retablo similar al que hubo en su momento. Este proyecto salió adelante en 1999 con las mismas características que el retablo anterior y de estilo barroco.

### Imágenes y Vírgenes
En la nave del evangelio, a sus pies se encuentra la capilla del Pilar con una réplica de La Virgen del Pilar. Fue construida en 1890 por la Condesa de la Vega del Pozo quien residía en la calle que a día de hoy lleva el mismo nombre en Vicálvaro.
La Virgen de la Antigua (patrona de Vicálvaro) es el referente de todos los vicalvareños y es una imagen tallada en madera estucada, copia de la destruida en 1936. La Virgen porta en su brazo izquierdo al Niño Jesús y en su mano derecha sostiene una granada. Esta granada simboliza la comunidad en donde todos los granos unidos forman un mismo fruto simulando así a la comunidad cristiana, viviendo con gozo su fe bajo la protección de la Virgen María y en comunión con toda la iglesia.
Además, varios cuadros e imágenes de la vida católica se encuentran dentro del templo, todas ellas conservando su estilo barroco. Destaca la figura de Jesucristo postrado en un féretro de cristal anunciando el día de su muerte.

### Retablo mayor
El nuevo retablo, también de estilo barroco imitación del destruido en 1936, se encuentra situado en la capilla Mayor de la iglesia y fue construido gracias a una asociación Pro-retablo que se instaló en dos fases: entre 1997 y 1998. Finalmente, fue bendecido por el Arzobispo de Madrid, Cardenal D. Antonio María Rouco Varela en el año 2000, acompañado por el entonces alcalde de Madrid José María Álvarez del Manzano junto a otras autoridades autonómicas y municipales.
El retablo está hecho de madera dorada y policromada, compuesto por predela y distribuido por cinco calles y en tres cuerpos, siendo el superior inferior en anchura. Muestra columnas de orden corintio con un fuste helicoidal en el cuerpo inferior y acanalados en los dos cuerpos restantes. Las pinturas no tienen un orden compositivo especial y, debido a su destrucción durante la Guerra Civil, son copias de las obras pasadas de los siglos XVI y XVII, al igual que las esculturas de los cuatro evangelistas.

### Órgano
En 2013 se estrena un órgano de 1.386 tubos similar al que hubo en 1936, de factura alemana y una excelente armonización. Cuenta con tres teclados de mano y un pedal de transmisión mecánica; sus medidas son 6,5 metros de alto por 4,5 metros de ancho. Esta idea surgió en 2008 gracias a la comisión Pro-retablo entre la Asociación Vicus Albus y la misma parroquia. Durante las estaciones de otoño, invierno y primavera se organiza el Festival Internacional de Órgano y Música Barroca de Vicálvaro en la iglesia de Santa María la Antigua, organizado por la Junta Municipal de Vicálvaro y la misma parroquia. Además de los recitales de órgano, también tienen cabida otras agrupaciones con repertorios de estilo barroco cuyo objetivo es ampliar el abanico de cultura musical al público en un enclave único de gran valor histórico-artístico.

## Párrocos
La parroquia cuenta con un cura propio o cura párroco que, en caso de haber una vacante, es el cura regente quien se hace cargo de la misma. Desde 1677 no se conoce que existan libros de la actual parroquia, por lo que desde esa fecha se han recogido un total de 34 párrocos durante 350 años al frente de la parroquia. Destacan Francisco de la Peña quien fue el párroco que más años estuvo como cura propio de la iglesia (36 años), y Valentín Piedras Santa Bárbara quien conservó el título de párroco hasta su muerte.